# プラプソー
プラプソー（英：Prapsos）とは、チベット原産の愛玩用犬種である。ラサ・アプソの短毛版犬種でもある。

## 歴史
プラプソーは元々ラサ・アプソが犬種として誕生したときから存在していたとても古い犬であったが、個別の品種としてブリーディングされるようになったのは第二次世界大戦後のことである。プラプソーはもとはラサ・アプソのショートヘア個体の事で、純血のラサ・アプソをブリーディングした際にごく稀に生まれる、特別な犬であった。
プラプソーの出生を決める短毛の遺伝子を保持しているのは雄犬で、特定の雄犬と交配させてプラプソーを産んだ雌犬でも、別の雄犬と交配させたときはプラプソーが産まれなかったということが実験により判明している。その後1960年代に行われた精密調査により雄犬がプラプソーの出生を決める遺伝子を生じしていることが正式に証明された。又、ラサ・アプソの仔犬のうち6%の仔犬がプラプソーとして誕生するということも判明した。
近年はラサ・アプソからプラプソーが産まれる事は少なくなったが、第二次世界大戦後にチベットやアメリカで個別の犬種としてブリーディングが行われているため希少ではあるが入手は可能である。FCIなどではプラプソーはラサ・アプソの毛変わりとみなしているため、公認犬種としては登録されていない。

## 特徴
ラサ・アプソに似た体型だが、コートはなめらかなショートコートである。毛色の制限はない。短めのマズルで足も短く、垂れ耳・巻き尾である。体高25cm戦後、体重6kgの小型犬で、性格は大人しく落ち着きがあるが、やや頑固な面もある。コートの手入れだけでなく飼育もしやすい犬種で、食事量や運動量も少ないため年配の人でも飼育に苦労がかからない犬種であるとプラプソーの愛好家は本種を推している。

## 参考
『デズモンド・モリスの犬種事典』デズモンド・モリス著書、福山英也、大木卓訳 誠文堂新光社、2007年